# نیکولاس جونز (بازیگر)
نیکولاس جونز (انگلیسی: Nicholas Jones؛ زادهٔ ۳ آوریل ۱۹۴۶) بازیگر اهل انگلستان است.
از فیلم‌ها یا برنامه‌های تلویزیونی که وی در آن نقش داشته‌است، می‌توان به خاطرات آلن کلارک، مارگارت، ونیتی فر، آقای ترنر، تاریک‌ترین لحظات و بهترین مردان اشاره کرد.